# Arte escita
El arte escita o arte de las estepas es el arte cultivado por los pueblos escitas, el cual estaba compuesto principalmente por objetos decorativos, tales como joyería, decoración de armas y equipamiento de los caballeros o aparejo de los caballos. Este arte fue producido por las tribus nómadas en el área conocida tradicionalmente como Escitia, que estaba ubicada en la estepa póntica y que se extendía desde el Kazajistán actual hasta la costa báltica de la actual Polonia y Georgia. Este arte, también conocido como el arte de las estepas fue producido en un período que abarca desde el siglo VII-siglo III a. C. hasta cuando los escitas fueron gradualmente desplazados por los sármatas en un largo proceso que duró del siglo IV a. C. hasta el siglo II a. C.

## Obras de arte

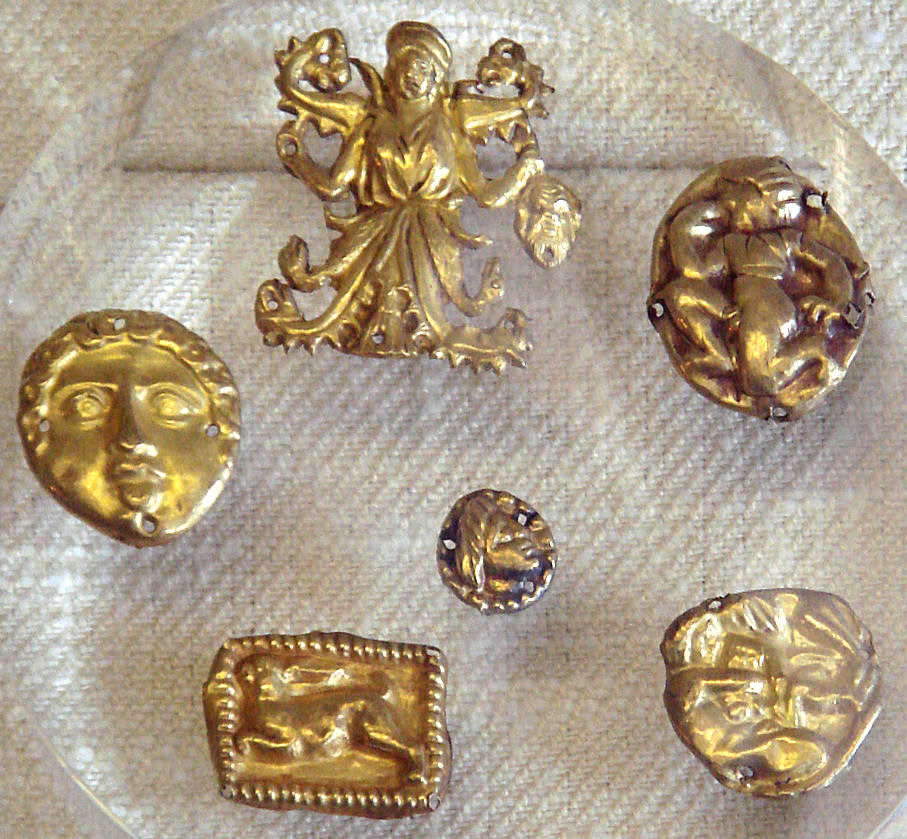
El tesoro de Kul-Oba, Crimea

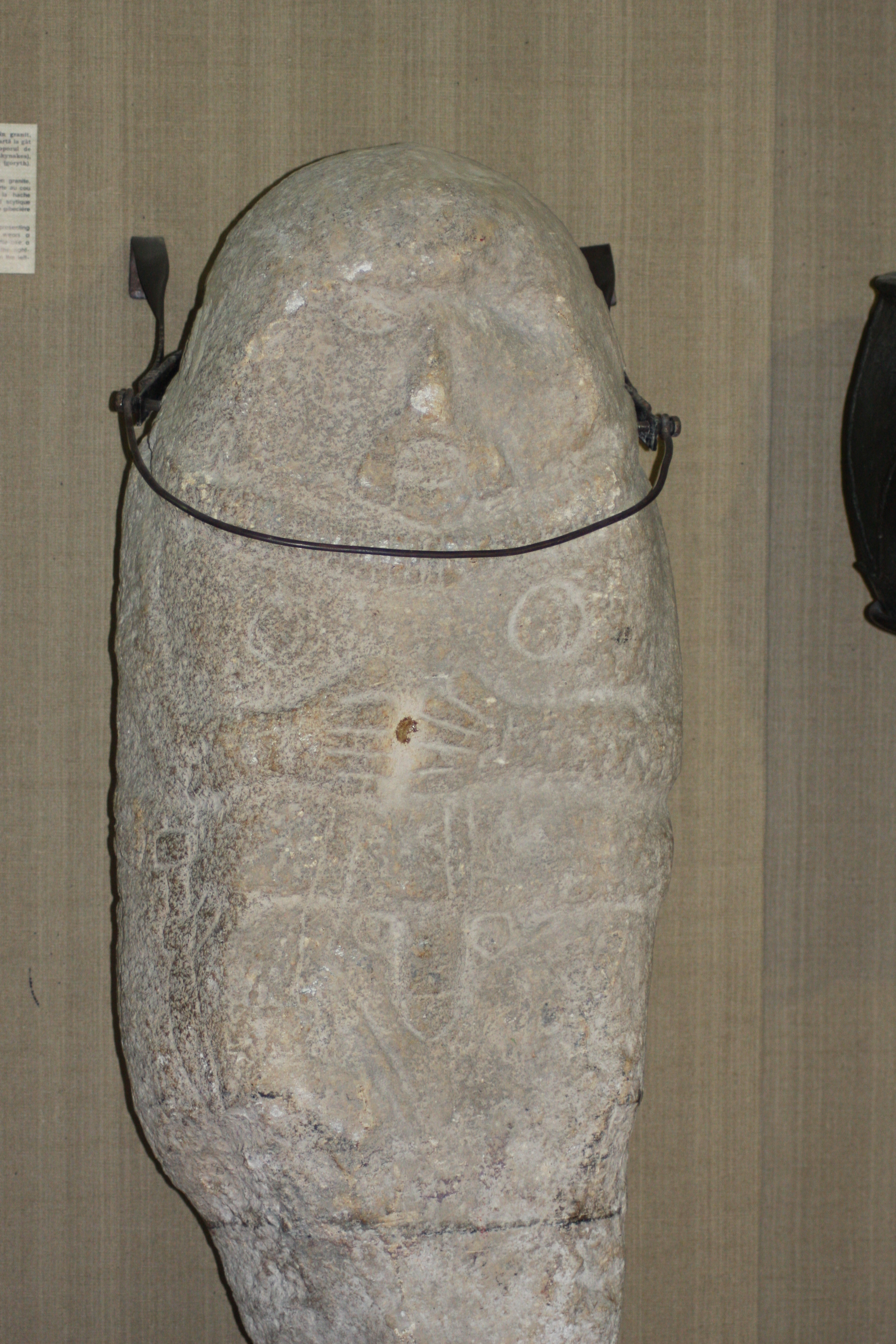
Pieza en granito hallada en Dobruja

Los escitas trabajaron una amplia variedad de materiales, tales como oro, madera, cuero, hueso, bronce, hierro, plata y oro blanco. Como nómadas, los escitas trabajaron en materiales decorativos para usar en sus caballos, tiendas y carretas y muchas de las piezas eran pequeñas para que fueran portables. Las piezas más tempranas reflejan las tradiciones asirias de estilo animal; mientras que muchas piezas del período posterior, especialmente en metal, fueron producidas por artesanos griegos que adaptaron estilos griegos en los gustos y en los motivos para el mercado escita y probablemente trabajaron en el territorio escita.
Como los escitas prosperaron a través del comercio con los griegos, se establecieron y empezaron a cultivar la tierra. También fundaron asentamientos permanentes, tales como un sitio en Belsk, Ucrania, que se cree fue la capital escita Gelonus, en cuyas restos arqueológicos se han encontrado talleres de artesanía y alfarería griega. 
En los últimos años, los arqueólogos han hecho descubrimientos importantes en varios lugares de la zona. Así, se han hallado elementos decorativos que muestras bestias antropomórficas, motivos geométricos o animales. También se han descubierto alfombras de fieltro, así como herramientas y utensilios domésticos. La vestimenta encontrada por los arqueólogos también ha sido elaborado con bordados y diseños aplicados. Al parecer, la gente rica vestía prendas cubiertas de placas de oro en relieve.

## Influencias
Como los escitas entraron en contacto con los griegos, sus obras de arte influyeron en el arte griego y fueron influenciadas por él; también muchas piezas de arte fueron producidas por artesanos griegos para clientes escitas. 
Asimismo, el arte escita fue influenciado por el arte asirio. Los pueblos nómades representaban numerosas escenas de caza y de combate entre animales, reflejo de las actitudes guerreras de estos pueblos. El tema de la fiera, un felino o un oso, saltando sobre su presa es muy frecuente. El arte asirio aportó el gusto por el realismo y el naturalismo en sus comunidades, que luego se extendió por toda Eurasia y, en especial, en los pueblos germánicos y asiáticos. Así, por ejemplo, China recibió un importante aporte del realismo del arte de las estepas en el curso de las diversas invasiones mongólicas.
Sus vecinos orientales, la cultura de los pazyryk en Siberia, produjeron un arte similar, aunque se relacionaron con los chinos de una manera similar a como los escitas lo hicieron con la cultura griega e iraní. 

## Colecciones
El arte escita, especialmente la joyería escita de oro es altamente valorada por los museos. Así, el Museo del Hermitage en San Petersburgo posee la colección más amplia de arte escita. Un museo en Miskolc, Hungría, también cuenta con una colección notable. 
El arte escita se hizo conocido en Occidente gracias a la exhibición de oro escita procedente de varias colecciones ucranianas, incluyendo el Museo de Tesoros Históricos de Ucrania, el Instituto de Arqueología en Kiev y la Reserva del Estado Arqueológica e Histórica en Pereiaslav-Khmel'nyts'kyi, que hizo un recorrido por América del Norte en 2000. Esta exhibición destacó la impresionante joyería en oro producida por los escitas que mostraba varios animales, incluyendo ciervos, gatos, aves, caballos, osos, lobos y bestias míticas.